# Аудифреди, Джиамбаттиста
Джиамбатти́ста Аудифре́ди (итал. Giovanni Battista Audiffredi; 1714—1794) — итальянский астроном и библиограф; ряд своих трудов опубликовал под псевдонимом «Аббат Уголино».

## Биография
Джиамбаттиста Аудифреди родился 2 февраля 1714 года в городе Саорже близ Ниццы.
Будучи монахом доминиканского ордена и хранителем библиотеки кардинала Джироламо Казанате, он занялся изучением астрономии и построил себе обсерваторию.
Джиамбаттиста Аудифреди написал целый ряд исследований: «Phaenomena coelestia» (1752—1756), «Transitus Veneris ante Solem» (1762), «Investigatio parallacis solis» (1765) и другие. Своим трудом «Dimonstratione della stazione della cometa del 1769» (1770) Аудифреди вызвал всплеск научного интереса к малым космическим телам, в частности, к Комете Галлея.
Как библиограф Аудифреди также добился признания. В конце XIX — начале XX века на страницах Энциклопедического словаря Брокгауза и Ефрона была дана следующая оценка его работам в этой сфере:

«Весьма замечателен уже первый его труд „Catalogus librorum typis impressorum bibliothecae Casanatensis“ (Рим, 1761—1788, 4 тома), к сожалению, доведенный только до J. — Под псевдонимом аббата Уголино он напечатал „Lettere tipografiche“ (1778) — ценная критика плохенького сочинения Лера (Laire), „l’Histoire de l’imprimerie à Rome au XV siè cle“, a потом он написал собственное замечательное исследование о том же предмете: „Catalogus historico-criticus romanarum editionum saeculis XV“ (Рим, 1783—1793). После его смерти издан (1794) дополняющий эту работу „Specimen historicocriticum editionum italicarum saeculi XV“, расположенный по названию городов Италии в их алфавитном порядке, но, к сожалению, доведенный только до Генуи».

Джиамбаттиста Аудифреди скончался в столице Италии городе Риме 3 июля 1794 года в возрасте восьмидесяти лет.